# Académie des beaux-arts
Académie des beaux-arts (franska: Akademin för de sköna konsterna) är en av de fem franska akademier som ligger under Institut de France.
Den bildades 1795 genom en sammanslagning av
Académie royale de peinture et de sculpture (Akademin för måleri och skulptur), grundad 1648, 
Académie de musique (Akademin för musik), grundad 1669, och
Académie royale d'architecture (Akademien för arkitektur), grundad 1671.